# Habrotrocha minuta
Habrotrocha minuta is een raderdiertjessoort uit de familie Habrotrochidae. De wetenschappelijke naam van deze soort is voor het eerst geldig gepubliceerd in 1908 door Murray.